# Carignano FC
Carignano FC (wł. Carignano Football Club) – włoski klub piłkarski, mający siedzibę w mieście Carignano, w północno-zachodniej części kraju, działający w latach 1912–1921.

## Historia
Chronologia nazw:
- 1912: Carignano FC
- 1921: klub rozwiązano

Klub piłkarski Carignano FC został założony w miejscowości Carignano w marcu 1912 roku, ale sekcja piłkarska powstała dopiero na początku XX wieku. W sezonie 1912/13 startował w Terza Categoria (Piemonte) (D3), zajmując drugie miejsce w grupie A.
Po zakończeniu I wojny światowej klub wznowił działalność. W sezonie 1919/20 startował w Promozione (Piemonte), zdobywając wicemistrzostwo grupy oraz awans do Prima Categoria. Debiut w najwyższej klasie rozgrywkowej był nieudanym, przegrał z klubami Novara, Torino, US Torinese, Juventus i Pastore w eliminacjach grupy A Sezione Piemontese, zajmując ostatnie szóste miejsce z jednym punktem. Jednak w następnym sezonie zrezygnował z rozgrywek i został rozwiązany.

## Sukcesy

### Trofea międzynarodowe
Nie uczestniczył w rozgrywkach europejskich (stan na 31-05-2020).

### Trofea krajowe
| \| \| Zdobyte trofea w rozgrywkach Włoch (stan na: 31-08-2020) \| |                                                          |      |                        |
| Rozgrywki                                                         | Osiągnięcie                                              | Razy | Sezon(y)               |
| · Mistrzostwo                                                     | I miejsce                                                | 0    |                        |
| · Mistrzostwo                                                     | II miejsce                                               | 0    |                        |
| · Mistrzostwo                                                     | III miejsce                                              | 0    |                        |
| · Mistrzostwo                                                     | 6.miejsce                                                | 1    | 1920/21 (Piemontese A) |
| · Puchar                                                          | zdobywca                                                 | 0    |                        |
| · Puchar                                                          | finalista                                                | 0    |                        |
| II liga                                                           | I miejsce                                                | 0    |                        |
| II liga                                                           | II miejsce                                               | 1    | 1919/20 (Piemonte)     |
| II liga                                                           | III miejsce                                              | 0    |                        |
| Włochy                                                            | Zdobyte trofea w rozgrywkach Włoch (stan na: 31-08-2020) |      |                        |

## Poszczególne sezony

### Rozgrywki międzynarodowe

#### Europejskie puchary
Nie uczestniczył w rozgrywkach europejskich.

### Rozgrywki krajowe
| \| Włochy \| Bilans występów klubu w rozgrywkach piłkarskich Włoch (Stan na 31 sierpnia 2020 r.) \| \| |                                                                                     |        |       |   |   |   |    |    |     |           |        |        |      |
| Poziom                                                                                                 | Rozgrywki                                                                           | Sezony | Mecze | Z | R | P | B+ | B– | Pkt | Lata      | Awanse | Spadki | Naj. |
| I | Prima Categoria                                                                     | 1      |       |   |   |   |    |    |     | 1920/21   | 0      | 1      | 6    |
| II | Promozione                                                                          | 1      |       |   |   |   |    |    |     | 1919/20   | 1      | 0      | 2    |
| III | Terza Categoria                                                                     | 1+     |       |   |   |   |    |    |     | 1912–191? | 1      | 0      | ?    |
| | Puchar Włoch                                                                        | 0      |       |   |   |   |    |    |     |           | 0      | 0      |      |
| Włochy                                                                                                 | Bilans występów klubu w rozgrywkach piłkarskich Włoch (Stan na 31 sierpnia 2020 r.) |        |       |   |   |   |    |    |     |           |        |        |      |

## Struktura klubu

### Stadion
Klub piłkarski rozgrywał swoje mecze domowe na Stadio Comunale w Carignano.

### Derby
- Juventus
- Pastore
- Torinese
- Torino